# Коффс-Гарбор
Коффс-Гарбор (англ. Coffs Harbour) — місто в штаті Новий Південний Уельс (Австралія).

## Географія
Місто розташоване на узбережжі Тасманова моря Тихого океану в районі Мід-Норт-Кост за 540 км на північ від Сіднея і за 390 км на південь від Брисбена. Це єдине місце в Новому Південному Уельсі, де Великий вододільний хребет підходить до океанських берегів.
Коффс-Гарбор лежить уздовж Тихоокеанського шосе на ділянці між містами Ньюкасл та Голд-Кост. Місто Савтелл, розташоване за 10 км на південь від Коффс-Гарбору, стало фактично його околицею, і Савтелл все частіше називають районом Коффс-Гарбору.
Місто Коффс-Гарбор розбито на кілька районів: Боамб'є, Торміна, Коффс-Гарбор-Сіті-Центр, Коффс-Гарбор-Джетті, Норт-Боамб'є-Валлі, Діггер-Біч, Корора, Муні-Біч, Парк-Біч, Ред-Гілл, Саут-Кофс, Вест-Кофс, Вест-Корора, Сапфіе-Біч.

## Назва
Коффс-Гарбор отримав свою назву від кораблебудівника Джона Корфа, який 1847 року сховався від шторму в гавані, яку він пізніше назвав своїм ім'ям. Назва була випадково змінена картографами 1861 року.

## Загальний опис
Економіка Коффс-Гарбора колись була зосереджена головним чином на вирощуванні бананів, тепер чорничні плантації все більше замінюють бананові. Місто є великим обслуговуючим центром для тих, хто мешкає між містами Саут-Вест-Рокс на півдні і Графтон на півночі. Розвивається туризм і рибальство.
 
У місті є кампус Університету Південного Хреста, державна і приватна лікарня, кілька радіостанцій і три великі торгові центри.
Коффс-Гарбор знаходиться недалеко від численних національних парків, у тому числі морського національного парку.
Регулярні пасажирські рейси в Сідней і Мельбурн здійснюються щодня з аеропорту Коффс-Гарбор. У Коффс-Гарбор також можна потрапити автомобілем по Тихоокеанському шосе, поїздами NSW TrainLink і рейсовими автобусами.

## Населення
Частка жіночого населення складає 52,5 %, що перевищує середній показник по країні (50,7 %). Середній вік становить 43 роки, що також більше, ніж середні по країні 38 років.
75,5 % жителів міста народилися в Австралії, у той час як середній показник по країні дорівнює 66,7 %. Крім Австралії найбільш поширеними країнами народження є Велика Британія (3,2 %), Нова Зеландія (1,3 %) і М'янма (1,1 %). Крім того 62,2 % жителів повідомили, що їхні батьки теж народилися в Австралії, що значно вище, ніж в середньому по країні (47,3 %).
Найбільші релігійні групи в Кофс-Харборі: католики — 20,0 %, англікани і пресвітеріани — 17,9 %, інші протестанти — 3,9 %. 29,3 % жителів не повідомили про свою релігійну приналежність.

## Клімат
Іпсвіч знаходиться в зоні вологого субтропічного клімату (Cfa за класифікацією кліматів Кеппена) з вираженою сезонністю опадів. Місто досить сонячне, 122 сонячних дня щорічно, що вище, ніж у Брисбені і Кернсі. Літо тепле і вологе, зима м'яка і суха.
| Клімат Коффс-Гарбора                                                    | Клімат Коффс-Гарбора | Клімат Коффс-Гарбора | Клімат Коффс-Гарбора | Клімат Коффс-Гарбора | Клімат Коффс-Гарбора | Клімат Коффс-Гарбора | Клімат Коффс-Гарбора | Клімат Коффс-Гарбора | Клімат Коффс-Гарбора | Клімат Коффс-Гарбора | Клімат Коффс-Гарбора | Клімат Коффс-Гарбора | Клімат Коффс-Гарбора |
| Показник                                                                | Січ.                 | Лют.                 | Бер.                 | Квіт.                | Трав.                | Черв.                | Лип.                 | Серп.                | Вер.                 | Жовт.                | Лист.                | Груд.                | Рік                  |
| Абсолютний максимум, °C                                                 | 43,3                 | 40,5                 | 35,9                 | 34,2                 | 29,8                 | 28,5                 | 30,3                 | 34,0                 | 35,2                 | 39,6                 | 43,3                 | 42,5                 | 43,3                 |
| Середній максимум, °C                                                   | 27,0                 | 26,8                 | 26,0                 | 24,1                 | 21,4                 | 19,4                 | 18,8                 | 19,8                 | 22,0                 | 23,7                 | 25,0                 | 26,3                 | 23,4                 |
| Середній мінімум, °C                                                    | 19,5                 | 19,5                 | 18,1                 | 15,2                 | 11,7                 | 9,1                  | 7,6                  | 8,2                  | 11,0                 | 13,8                 | 16,2                 | 18,1                 | 14,0                 |
| Абсолютний мінімум, °C                                                  | 11,0                 | 11,6                 | 9,9                  | 4,3                  | 0,4                  | −0,6                 | −3,2                 | −2,7                 | 1,9                  | 3,7                  | 6,5                  | 7,4                  | −3,2                 |
| Норма опадів, мм                                                        | 187.5                | 224.8                | 234.6                | 178.4                | 160.8                | 120.8                | 72.5                 | 79.5                 | 59.9                 | 96.3                 | 144.7                | 144.9                | 1699.0               |
| Вологість повітря, %                                                    | 69                   | 71                   | 69                   | 65                   | 62                   | 59                   | 54                   | 53                   | 57                   | 63                   | 65                   | 68                   | 63                   |
| ----------------------------------------------------------------------- | -------------------- | -------------------- | -------------------- | -------------------- | -------------------- | -------------------- | -------------------- | -------------------- | -------------------- | -------------------- | -------------------- | -------------------- | -------------------- |
| Джерело: Climate statistics for Australian locations (COFFS HARBOUR MO) |                      |                      |                      |                      |                      |                      |                      |                      |                      |                      |                      |                      |                      |

## Галерея

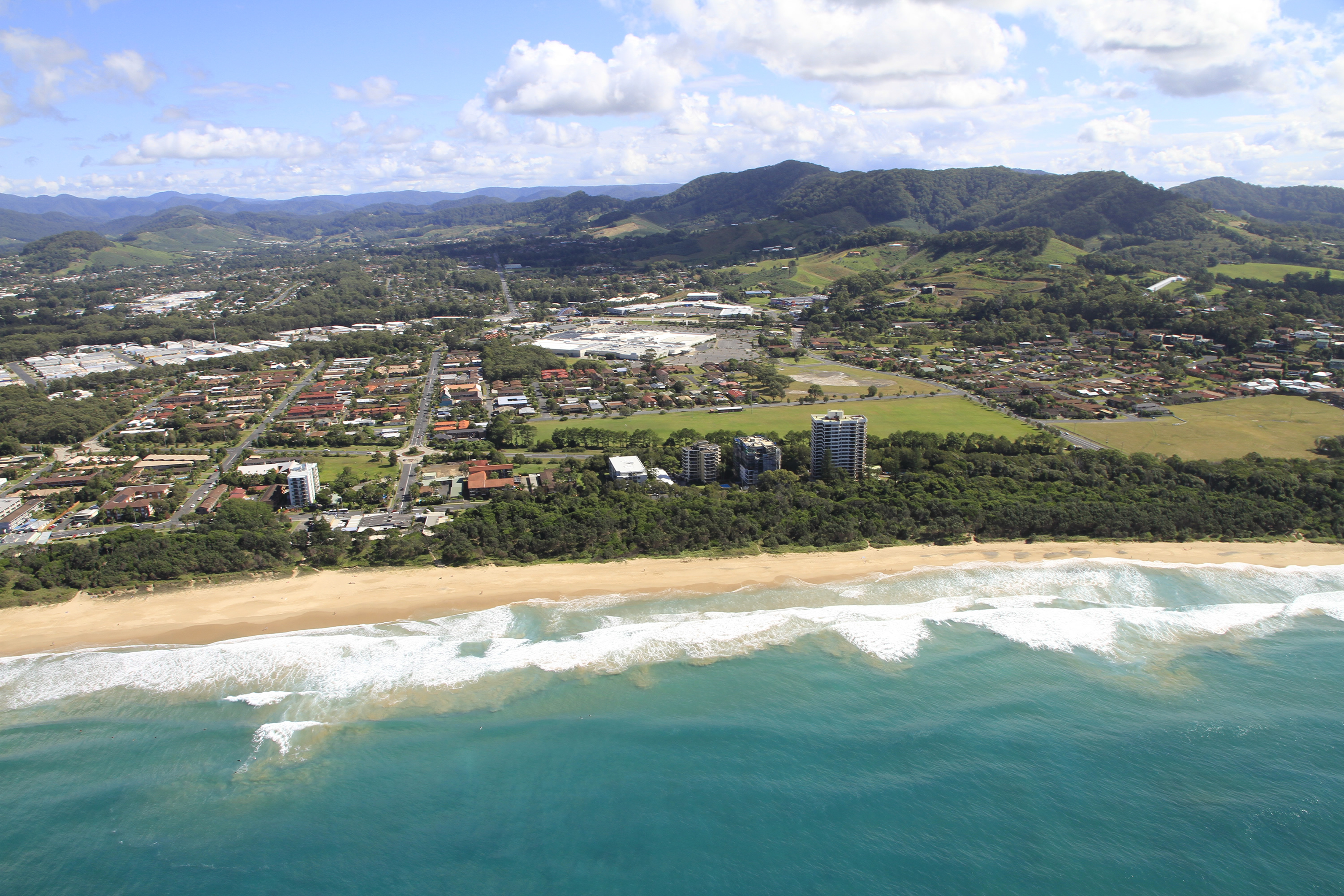
Парк-Біч
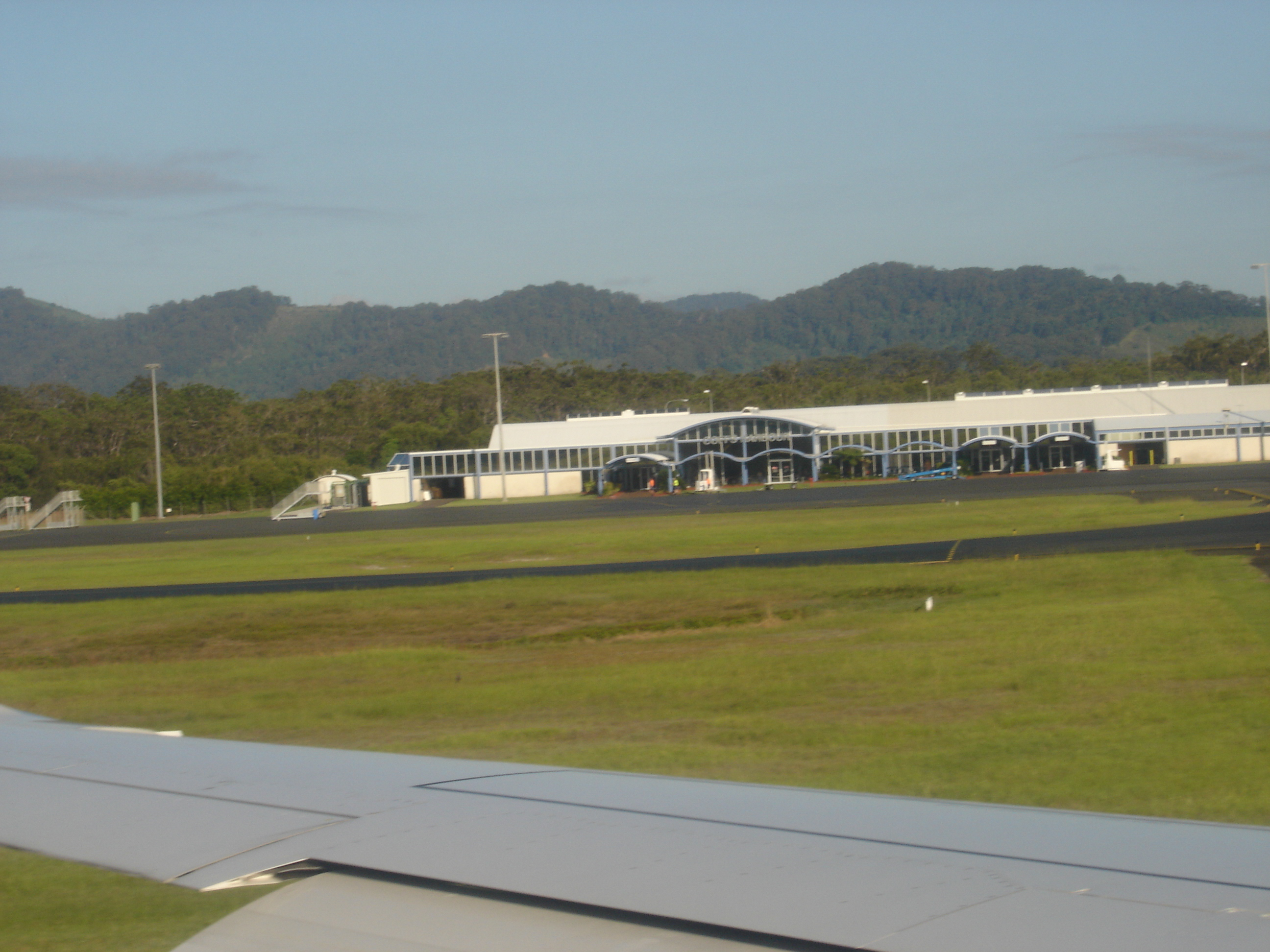
Аеропорт Коффс-Гарбор
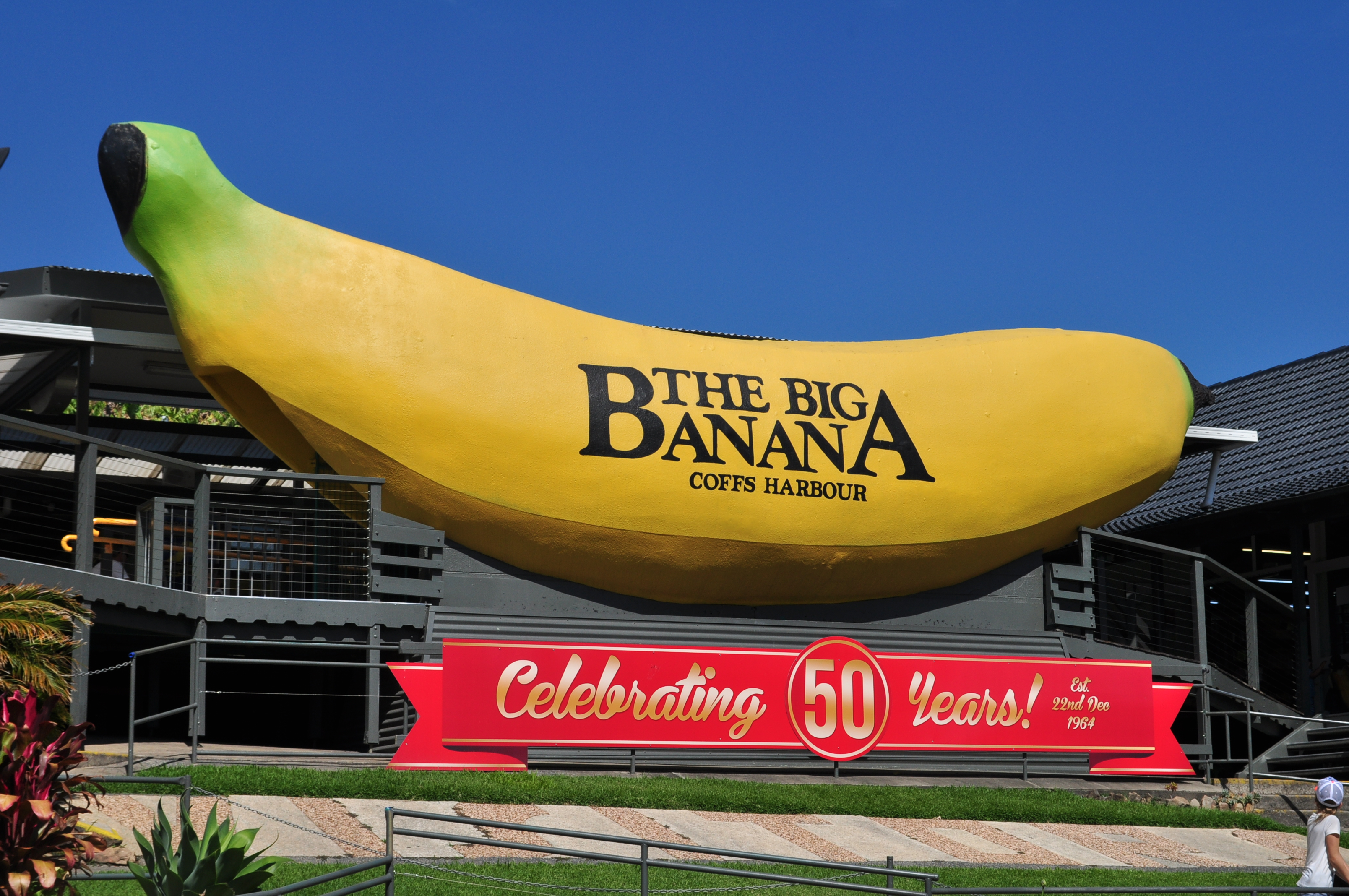
«Великий Банан»
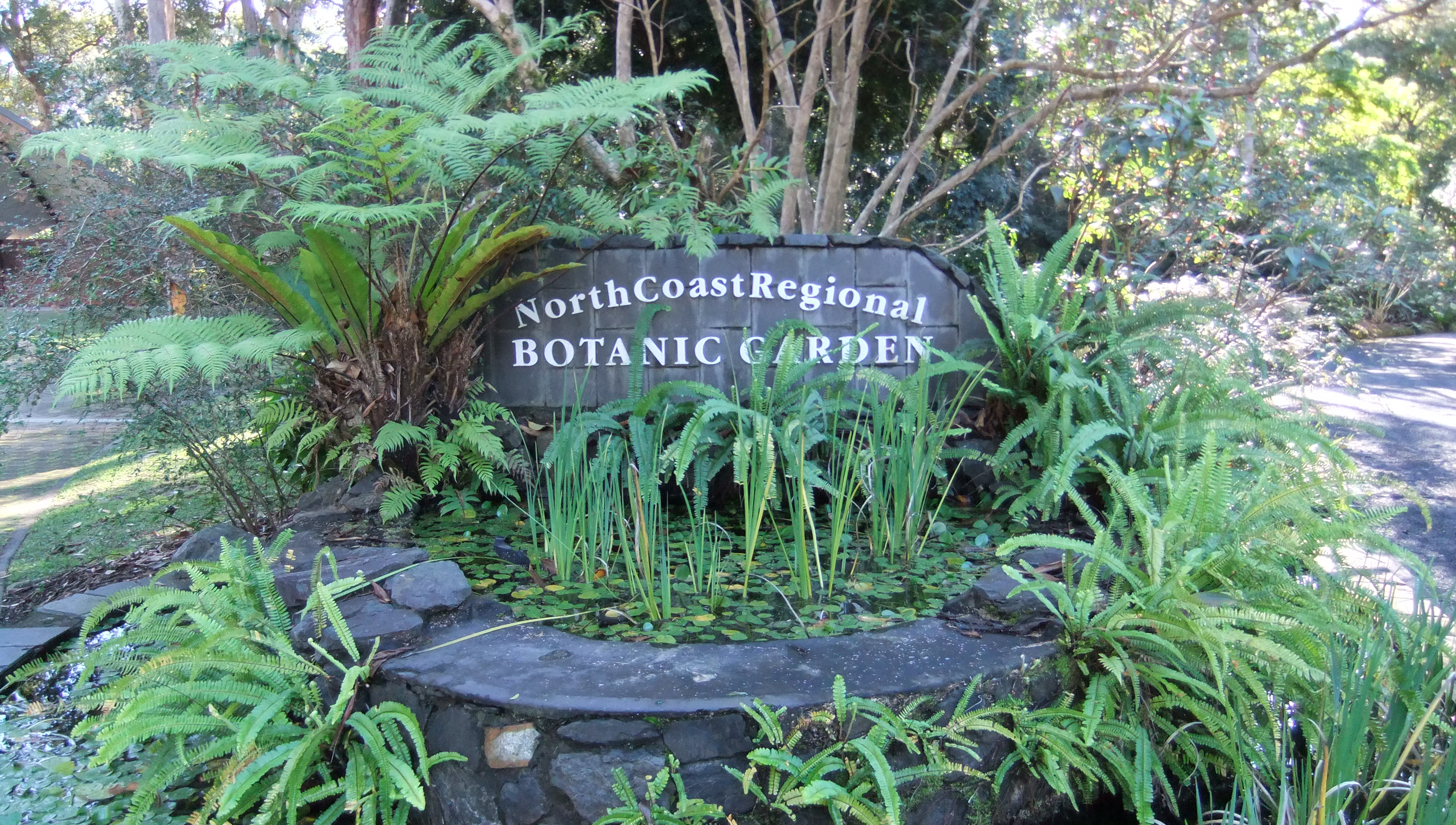
Ботанічний сад